# Ringer-Europameisterschaften 1939
Die Ringer-Europameisterschaften 1939 fanden Ende April in Oslo statt. Wie 1938 in Tallinn wurde 1939 nur ein Turnier im griechisch-römischen Stil ausgetragen. Erfolgreichste Nation wurde Schweden mit drei ersten Plätzen.
Wenig später nach dem Turnier begann der Zweite Weltkrieg und die Europameisterschaften wurden bis zu den Europameisterschaften 1946 ausgesetzt.

## Ergebnisse
| Klasse | Gold               | Silber                     | Bronze          |
| ------ | ------------------ | -------------------------- | --------------- |
| -56 kg | Kauko Kiisseli     | Kurt Pettersén Ivar Stokke |                 |
| -61 kg | Kustaa Pihlajamäki | Ferdinand Schmitz          | Ferenc Tóth     |
| -66 kg | Gösta Andersson    | Yaşar Doğu                 | Lauri Koskela   |
| -72 kg | Fritz Schäfer      | Edgar Puusepp              | Eino Virtanen   |
| -79 kg | Ivar Johansson     | Ludwig Schweickert         | Arvi Pikkusaari |
| -87 kg | Nils Åkerlindh     | Mustafa Çakmak             | August Neo      |
| +87 kg | Johannes Kotkas    | John Nyman                 | Gyula Bóbis     |

## Medaillenspiegel
| Rang | Land            | Gold | Silber | Bronze |
| ---- | --------------- | ---- | ------ | ------ |
| 1    | Schweden        | 3    | 2      | 0      |
| 2    | Finnland        | 2    | 0      | 3      |
| 3    | Deutsches Reich | 1    | 2      | 0      |
| 4    | Estland         | 1    | 1      | 1      |
| 5    | Türkei          | 0    | 2      | 0      |
| 6    | Norwegen        | 0    | 1      | 0      |
| 7    | Ungarn          | 0    | 0      | 2      |